# Condado de Franklin (Missouri)
O Condado de Franklin é um dos 114 condados do estado americano de Missouri. A sede do condado é Union, e sua maior cidade é Union. O condado possui uma área de 2 410 km² (dos quais 20 km² estão cobertos por água), uma população de 93 807 habitantes, e uma densidade populacional de 39 hab/km² (segundo o censo nacional de 2000). O condado foi fundado em 1818.